# Vida abreviada de Santa Catalina Tomassa
La Vida abreviada de Santa Catalina Tomassa és una obra escrita per Antoni M. Alcover, editada el 1930 a Ciutat de Mallorca, amb l'estampa de Mn. Alcover. Té il·lustracions de Francesc de Borja Moll i de Pere Càfaro.
Alcover, tal com exposa al “Prolech”, amb aquest llibre s'uneix a l'homenatge coral amb motiu de la seva canonització que els mallorquins reten a Caterina Tomàs i Gallard, coneguda popularment com a Sor Catalina Tomassa o Sor Tomasseta. Fa un relat de caràcter popular de la seva vida i, a continuació, hi afegeix una relació bibliogràfica, una llista de les seves relíquies i una enumeració de les capelles, estàtues i pintures dedicades a ella dins esglésies i oratoris públics.
Alcover elabora una hagiografia clàssica on es fa un repàs de la vida de Santa Catalina Tomassa amb una intencionalitat moralitzant i catequètica, allunyant-se d'un estil purament biogràfic. S'inclouen passatges del personatge com els seus primers anys, la seva estada al mas Son Gallard, el seu pas pel convent de Santa Magdalena i la seva mort. És en el seu pas conventual on Alcover s'esplaia i fa èmfasi de la faceta mística de Catalina. La prosa és senzilla i és escrita en un llenguatge planer. El seu format és proper al de la rondalla el qual recorda a l'obra del mateix autor Aplecs de Rondalles Mallorquines.